# Egelantierstraat, Mariëndaalstraat e.o.
Egelantierstraat, Mariëndaalstraat e.o. is een buurt in de wijk Noordwest in de stad Utrecht, de hoofdstad van de Nederlandse provincie Utrecht. De buurt telde in 2023 2.825 inwoners.

## Ligging
Het is een subbuurt tussen de Amsterdamsestraatweg en de spoordijk (Utrecht/Amsterdam), onderdeel van de buurt Ondiep en nabij de Cartesiusweg/Marnixlaan en het Julianapark. Het staat samen met de naastgelegen subbuurt 2e Daalsedijk e.o bekend als de Bloemenbuurt, vanwege het feit dat het qua straatnamen hetzelfde thema heeft (overwegend vernoemd naar bloemen).

## Karakter
Het is een typische arbeiderswijk, met kleine straatjes volgebouwd met zeer kleine en smalle arbeidershuisjes; opgezet door particulieren in het begin van de 20e eeuw. Aan de Amsterdamsestraatweg ter hoogte van deze buurt zijn veel buitenlandse winkeltjes, zoals snackbars en bakkers. In het midden van de buurt staat een opvallende watertoren.

## Fotogalerij

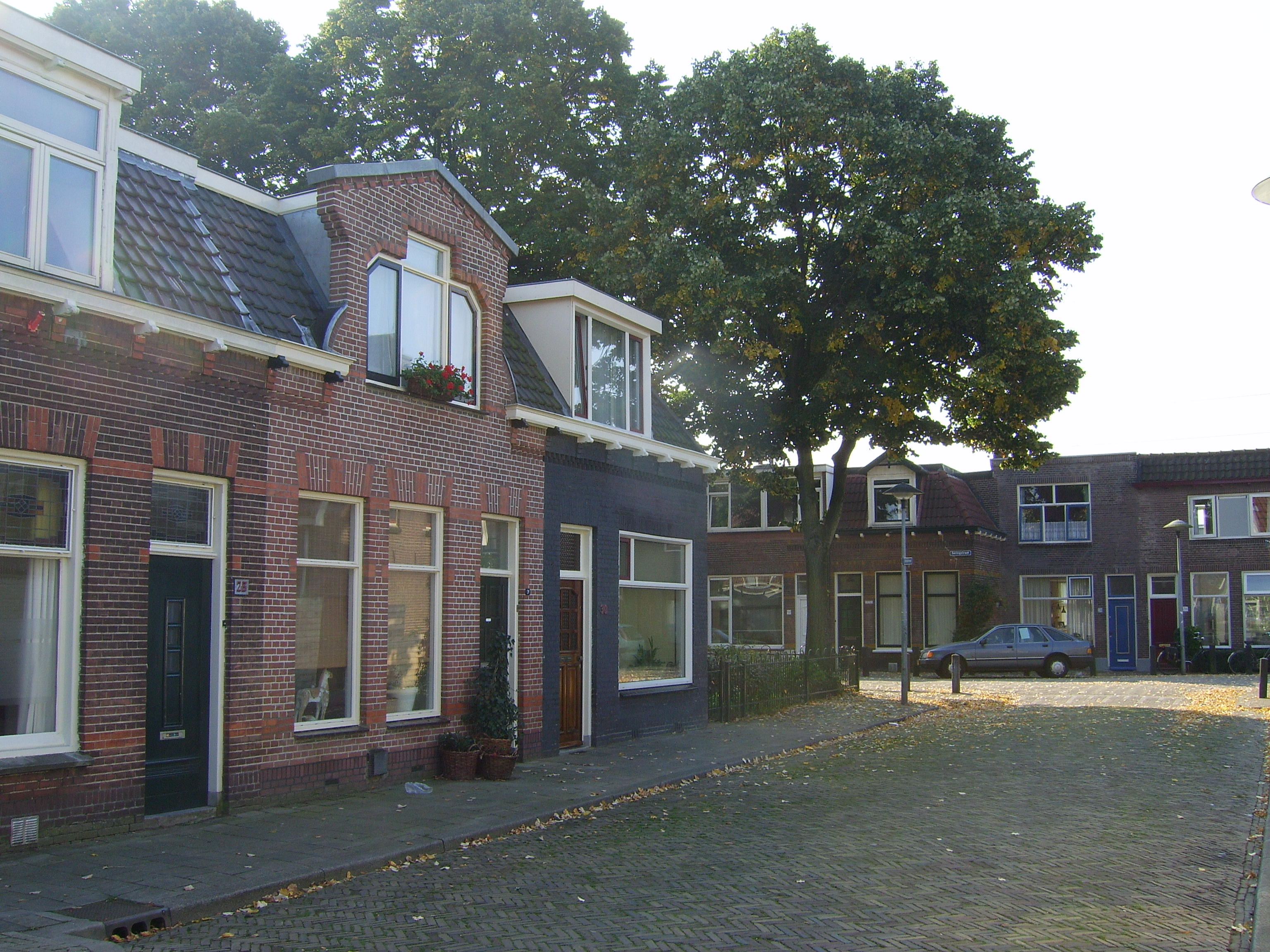
Hoek Distelstraat/Seringstraat
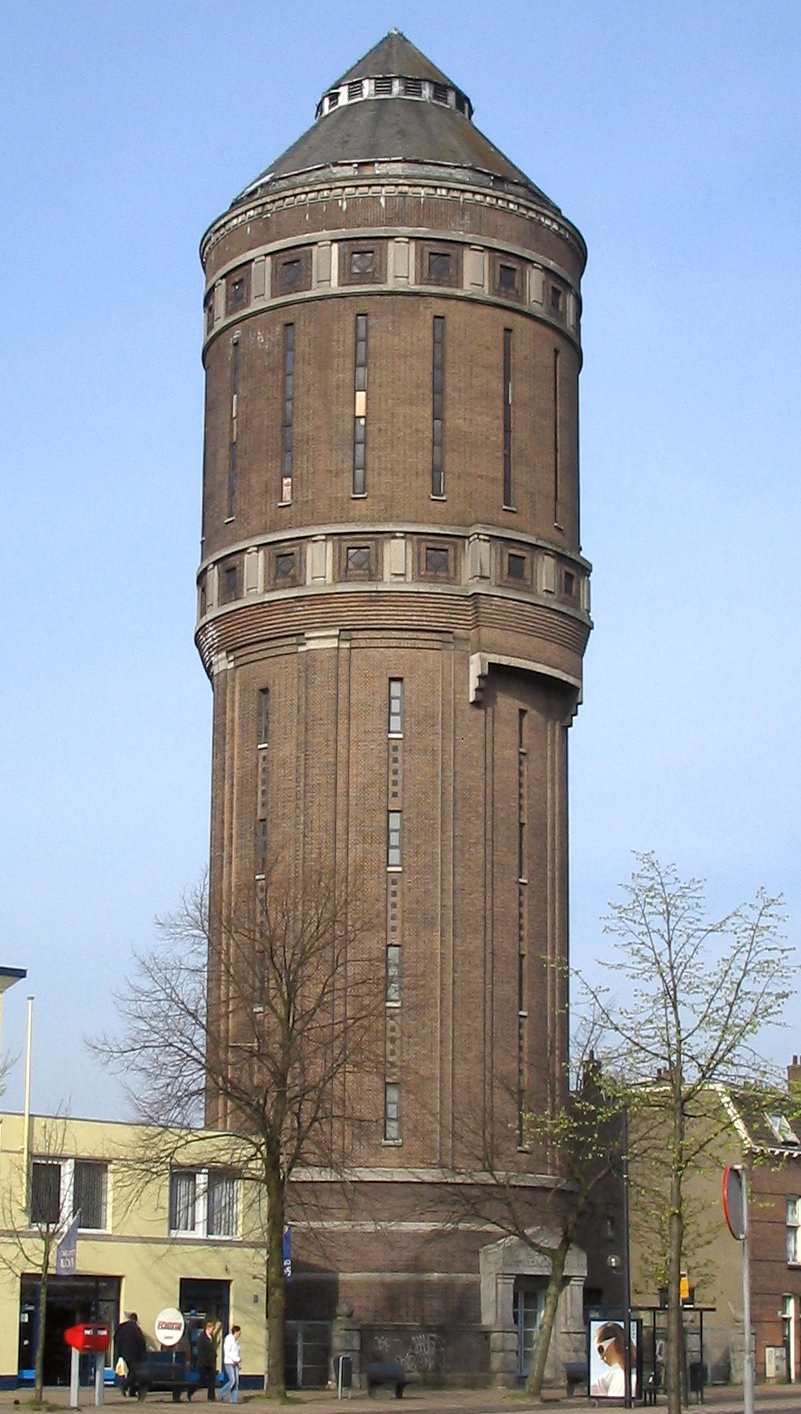
De watertoren aan de Amsterdamsestraatweg
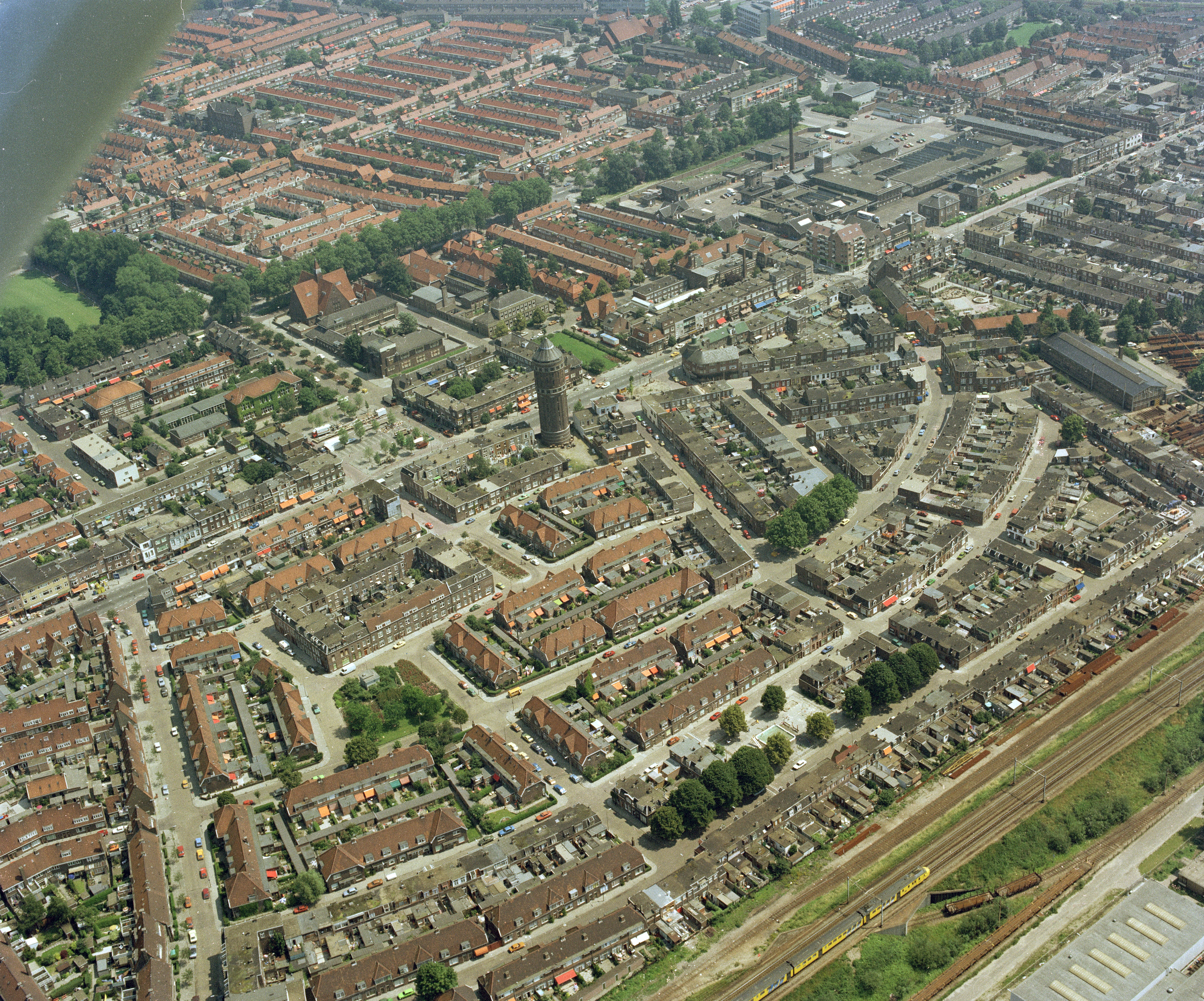
Luchtfoto Egelantier en Mariëndaalstraat e.o. Bloemenbuurt

2e Daalsebuurt en omgeving · de Driehoek · Egelantierstraat, Mariëndaalstraat e.o. · Elinkwijk en omgeving · Geuzenwijk · Julianapark en omgeving · Loevenhoutsedijk en omgeving ·  Ondiep · Prins Bernhardplein en omgeving · Queeckhovenplein en omgeving · Schaakbuurt · Zuilen-Noord